# Pucsek Erzsébet
Pucsek Erzsébet (Zirc, 1968. december 30. –) válogatott labdarúgó, hátvéd.

## Pályafutása

### A válogatottban
1996 és 2006 között két alkalommal szerepelt a válogatottban.

## Sikerei, díjai
- Magyar bajnokság
  - bajnok: 2004–05
  - 2.: 2003–04, 2005–06
- Magyar kupa
  - győztes: 2005, 2006
- NB II
  - bajnok: 2001–02

## Statisztika

### Mérkőzései a válogatottban
| Magyarország | Magyarország        | Magyarország                  | Magyarország | Magyarország | Magyarország  | Magyarország | Magyarország | Magyarország |
| #            | Dátum               | Helyszín                      | Hazai        | Eredmény     | Vendég        | Kiírás       | Gólok        | Esemény      |
| ------------ | ------------------- | ----------------------------- | ------------ | ------------ | ------------- | ------------ | ------------ | ------------ |
| 1.           | 1996. augusztus 18. | Bécs                          | Ausztria     | 1 – 3        | Magyarország  | barátságos   | -            | 80'          |
| 2.           | 2006. április 22.   | Dunaújváros, Dunaferr stadion | Magyarország | 0 – 5        | Franciaország | vb-selejtező | -            | 66'          |
|              | Összesen            |                               |              | 2            | mérkőzés      |              | 0            | gól          |